# Finales Denken
Finales Denken bezeichnet im Gegensatz zu kausalem Denken eine Denkweise, die einen Zweck voraussetzt bzw. eine Absicht aufweist. Es eignet sich also für bewusste alltägliche Handlungen, verhindert aber wissenschaftliches Denken, da Vorgängen in der Natur aus wissenschaftlicher Sicht keine Absicht zu Grunde liegt. Im Gegensatz dazu steht die Lehre der Teleologie, nach der alle Handlungen zweckorientiert ablaufen.